# بيلونيا
بلدية بيلونيا (بالإسبانية: Piloña) هي بلدية تقع في منطقة أستورياس شمال غرب إسبانيا.

## الديموغرافيا
بلغ عدد سكان بلدية بيلونيا 7.915 نسمة عام 2011 (وفقاً للمعهد الوطني للإحصاء الإسباني).
| 9.215 | 8.976 | 8.667 | 8.440 | 8.243 | 8.060 | 7.915 |